# Parafia Świętych Apostołów Piotra i Pawła w Goździe
Parafia Świętych Apostołów Piotra i Pawła w Goździe – mariawicka parafia diecezji lubelsko-podlaskiej, Kościoła Starokatolickiego Mariawitów w RP. Jest to jedna z najmniejszych parafii Kościoła Starokatolickiego Mariawitów.
Siedziba parafii oraz kościół parafialny znajduje się w Goździe, w gminie Kłoczew, powiecie ryckim, województwie lubelskim. Proboszczem parafii jest kapłan Patryk Maria Hubert Rubaj, który dojeżdża z parafii Wniebowzięcia NMP w Żeliszewie Dużym. W pobliżu kościoła parafialnego znajduje się również kaplica parafii Kościoła Katolickiego Mariawitów.
Cmentarz parafialny (współużytkowany z parafią Kościoła Katolickiego Mariawitów) znajduje się we wschodniej części wsi.

## Historia parafii
Na początku XX wieku wikarym parafii w Okrzei został ks. Jan Modrzejewski. Wiosną 1906 doszło do rozłamu w parafii na zwolenników mariawitów i ich przeciwników. Większa część parafii poparła mariawitów, którzy zajęli okrzejski kościół. 31 marca 1906 parafię nawiedzał ks. Jan Maria Michał Kowalski (późniejszy arcybiskup, zwierzchnik Kościoła Mariawitów), co spowodowało niepokoje w Okrzei i nasiliło spór między rzymskimi katolikami a mariawitami. Wkrótce odebrano mariawitom prawo użytkowania Kościoła Świętych Apostołów Piotra i Pawła w Okrzei, wskutek czego około 6 tysięcy wiernych przeniosło swoje życie duchowe do drewnianej kaplicy mariawickiej w Goździe, którą poświęcono 6 stycznia 1907.
Pierwszym proboszczem parafii w Goździe okazał się być właśnie Jan Maria Ignacy Modrzejewski. W 1923 r. duchowny ten odstąpił od mariawityzmu i nawrócił się na rzymski katolicyzm, a wraz z nim ponad tysiąc wyznawców. W 1929 parafia liczyła 818 wiernych. Mariawici mieszkali głównie w Goździe (324 osoby), Grabowie Szlacheckim (230), Rzyczynie (78), Sokoli (56), Wojciechówce (16) i Bramce (15 osób).W 1935 w parafii nastąpił rozłam, w wyniku którego większość mariawitów przeszła do Kościoła Katolickiego Mariawitów i utworzyła odrębną parafię (obecnie pod wezwaniem Przenajświętszego Sakramentu).
Od końca lat 50. wobec niszczejącego budynku drewnianej kaplicy, mariawici starali się o budowę kościoła parafialnego; uwieńczono ją w 1962. 16 września tegoż roku nastąpiło poświęcenie nowego kościoła parafialnego w Goździe, dokonane w obecności licznej grupy wyznawców przez biskupów Jana Marię Michała Sitka, Janusza Marię Szymona Bucholca oraz Wacława Marię Innocentego Gołębiowskiego.

### Proboszczowie parafii na przestrzeni dekad
- 1934–1984 – kapł. Józef Maria Czesław Orzechowski
- 1984–2021 – kapł. Zenon Maria Krzysztof Czyżewski
- 2021–2023 – kapł. Jarosław Maria Jan Opala[a]
- od 2023 – kapł. Patryk Maria Hubert Rubaj

## Nabożeństwa
- Nabożeństwa niedzielne o godz. 15:00 (I i IV niedziela miesiąca);
- Adoracja miesięczna – 26. dnia każdego miesiąca (odprawiana w najbliższą niedzielę).